# Битва под Рацлавицами
Битва под Рацлавицами (польск. Bitwa pod Racławicami) — одно из первых сражений во время восстания Костюшко. Произошло 24 марта (4 апреля) 1794 года около деревни Рацлавице Малопольского воеводства.

## Перед сражением
После того, как в марте 1794 года Костюшко был провозглашён в Кракове руководителем вооружённых сил восстания, он в течение недели сумел собрать следующие силы:
| 2 батальона                 | Пехотный полк Чапского                 | 400 штыков |
| 2 батальона                 | Пехотный полк Водзицкого               | 400 штыков |
| 2 батальона                 | Пехотный полк Озаровского              | 400 штыков |
| 1 батальон                  | Пехотный полк Рачиньского              | 200 штыков |
| 10 кавалерийских эскадронов | Под командованием Антони Мадалиньского | 400 сабель |
| 10 кавалерийских эскадронов | Под командованием Магнета              | 400 сабель |
| 4 кавалерийских эскадрона   | Под командованием Бернацкого           | 160 сабель |
| 2 вспомогательных эскадрона | Герцог Вюртембергский                  | 80 сабель  |
| Итого 2440 человек          |                                        |            |

Кроме того, Малопольское воеводство выставило 11 пушек и 2000 вооружённых косами крестьян (т. н. косиньеров). С этими силами  4 апреля Костюшко двинулся на Скальбмеж, где уже находились российские войска. Перед битвой польская армия была разделена на 2 дивизии, генерала Зайончека и генерала Мадалинского, общей численностью примерно 4000-4100 линейных войск при 12 орудиях.
Русский корпус генерала Ф. П. Денисова (около 6000 солдат при 12 орудиях) двигались двумя колоннами на Конюшу. План Денисова предусматривал взять в клещи польские войска под Конюшой, поэтому с востока наступал отряд генерала Тормасова (около 2900 человек и 12 орудий), а сам Денисов с остальной армией (включая 6 орудий) в 4 часа ночи 4 апреля выступил с юга.  
Утром 4 апреля армия Костюшко двинулась с планом пройти через Скальбмеж и Пиньчув на Кельце, но наткнулась на казачий пикет. Из показания пленных Костюшко узнал о плане Денисова и решил обойти Скальбмеж и русские войска в район Дземенжице и Рацлавице.
После утренней перестрелки Тормасов вместе с пленным отправил Ф. П. Денисову донесение и изменил направление марша, пытаясь заблокировать повстанцев, зная, что он удаляется от войск Денисова. Тормасов пытались втянуть Костюшко в бой — между 10 и 11 часами утра произошло кавалерийское столкновение между Леловице и Вроцимовице. Костюшко занял холм Дземежице, в это время Тормасов занял Костеёвские холмы в трёх км от него. 

## Ход сражения

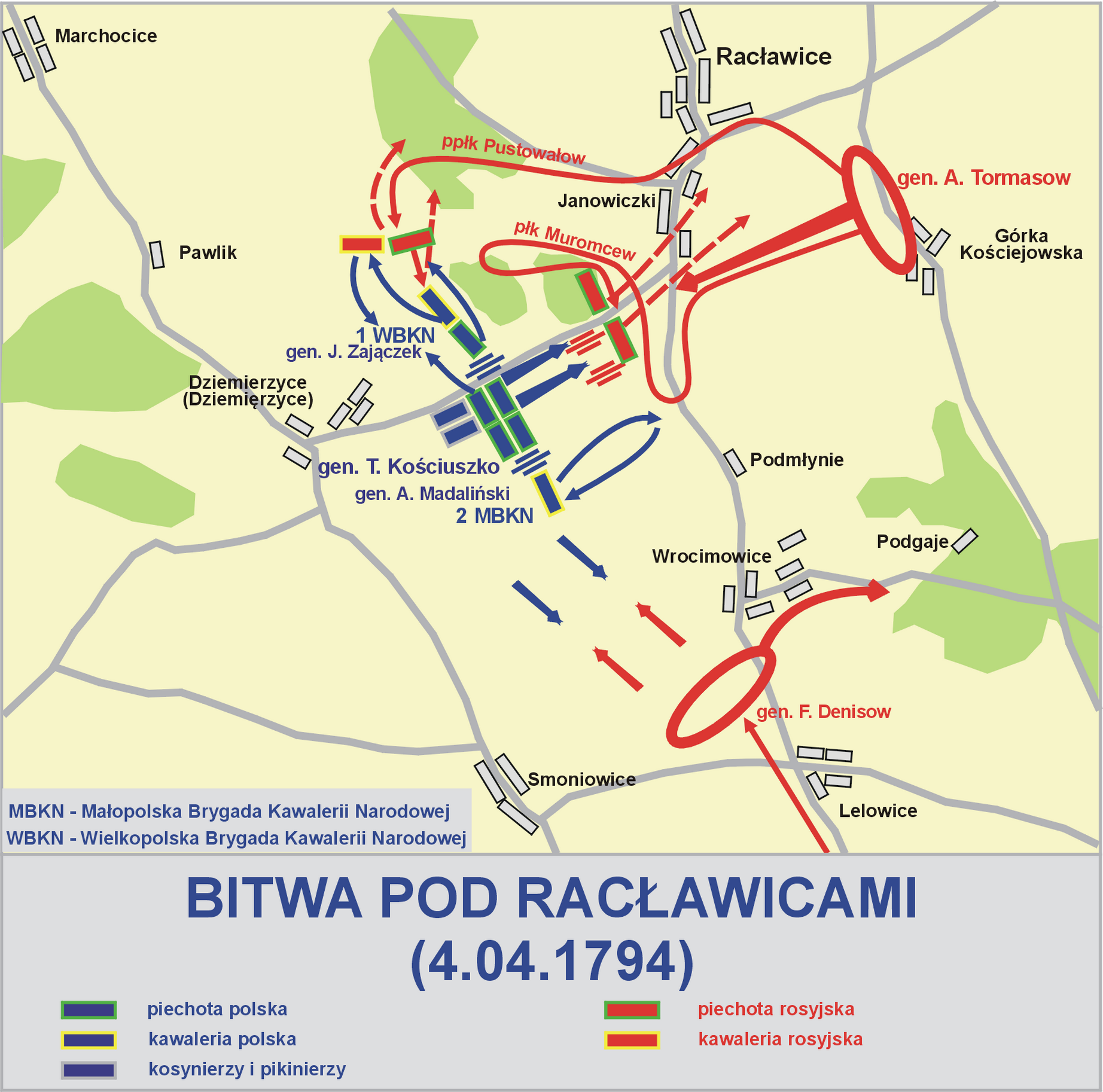
Карта сражения

Тормасов около 15 часов отдал приказ атаковать польские позиции. Его отряд спустился с Костеёвских холмов и разделился: Тормасов двинулся по дороге влево в сторону Вроцимовице, подполковник Пустовалов — вправо в сторону Рацлавице. Русские войска наступали традиционным сомкнутым линейным строем. Данный строй обеспечивал густоту и непрерывность ведения огня, однако не позволял маневрировать. Линия Тормасова подошла под огонь польской артиллерии и остановилась. Русская артиллерия открыла огонь, чтобы отвлечь внимание от Пустовалова и затруднить атаку польской кавалерии. В это время Пустовалов, пройдя около 5 км, атаковал польскую конницу Магнета силами казаков, вызвав её бегство.
Около 17 часов Костюшко усилил своё левое крыло бригадой Мадалинского, а Тормасов направил к Пустовалову 4 гусарских эскадрона. Кавалерия Мадалинского после трех атак отразила атаку четырех эскадронов гусар. 
Между 17 и 18 часами Костюшко заметил приближающиеся силы генерала Денисова и перебросил на правое крыло бригаду Мадалинского. В свою очередь Тормасов отослал часть пехоты к Пустовалову, тем самым ослабив центр и артиллерийское прикрытие. Костюшко, понимая, что прибытие войск генерала Денисова может решить исход сражения, приказал 320 косиньерам атаковать русскую артиллерию при сильной поддержке своей артиллерии и частей линейной пехоты на флангах. Несмотря на два залпа картечи, польская атака увенчалась успехом, и русские солдаты в панике бежали. С наступлением вечера поляки штыковой атакой пехоты ликвидировали группу Пустовалова. Пехота была перебита, артиллерия захвачена.
Генерал Денисов прибыл на место в сгущающейся темноте и не решился атаковать польские войска, дав лишь несколько пушечных залпов. После наступления темноты он покинул поле боя.

## Результаты сражения
После наступления темноты Костюшко оставался на поле боя несколько часов, чтобы подчеркнуть факт победы, а также собрать свои войска. Однако, опасаясь возвращения Денисова, он отступил через Зеленице в Сломники. 
Победа под Рацлавицами была лишь тактическим успехом, однако подняла моральный дух восстания, к нему присоединились новые области: большинство польских земель, Литва и Курляндия. Победа также стала сигналом к Варшавскому восстанию, вынудившему русские войска покинуть столицу Польши 17 апреля. В честь одержанной победы, Костюшко присвоил некоторым особо отличившимся крестьянам-добровольцам звание хорунжих, а в честь их доблести, на параде прошёл перед войсками в национальной малопольской одежде: сукмане — домотканом крестьянском кафтане. Одним из крепостных крестьян, участвовавших в битве, был Бартош Гловацкий, ставший впоследствии национальным героем Польши.

## Память
Сцены битвы запечатлены на панораме «Рацлавицкая битва». «Конфедератка», которую носили войска польского восстания, и две скрещённые косы стали во время Второй мировой войны эмблемой польской 303-й истребительной эскадрильи.

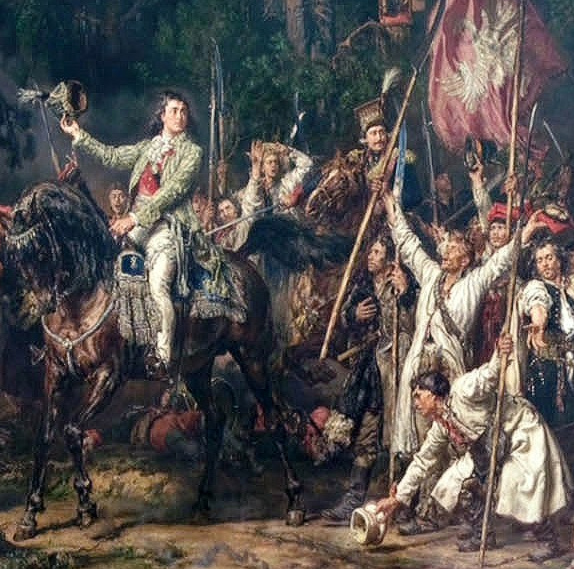
Костюшко и косиньеры под Рацлавицами. Фрагмент картины Я. Матейко
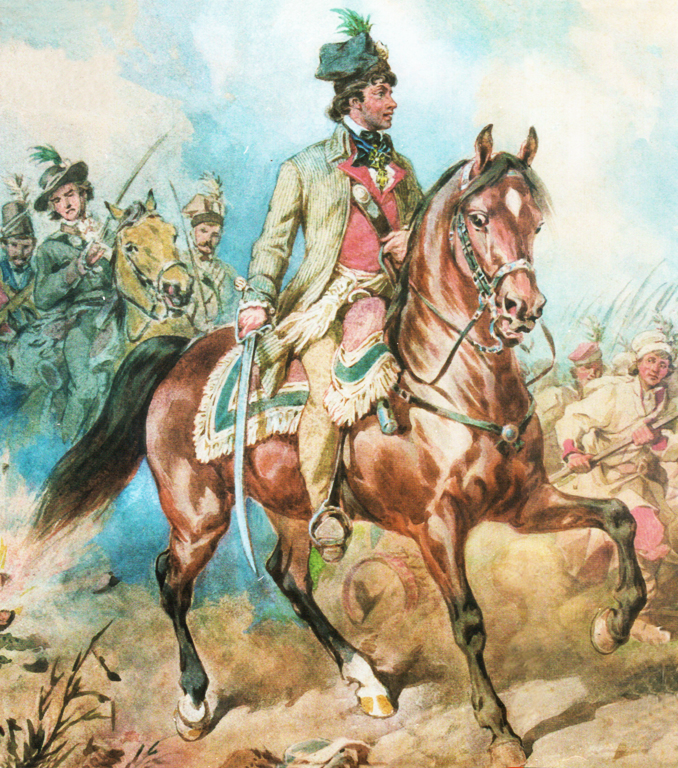
Костюшко под Рацлавицами. Худ. Юлиуш Коссак (1899)
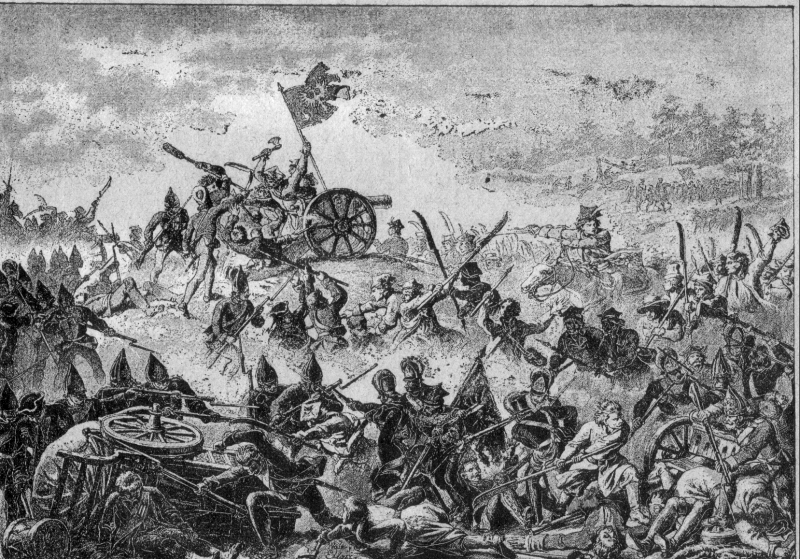
Бой под Рацлавицами. Рис. Михала Стаховича